# Ali Ammar Rubaiawi
Ali Ammar Yusur Rubaiawi (* 2. August 2004 in Bagdad) ist ein irakischer Gewichtheber. Er trat bei den Olympischen Sommerspielen 2024 im Superschwergewicht (+102 kg) der Männer an. Dort erreichte er den 6. Platz und stellte neue Junioren-Weltrekorde mit 200 kg im Reißen und 437 kg im Zweikampf auf. Zuvor gewann er die Bronzemedaille bei den Asienmeisterschaften 2024 in Taschkent, Usbekistan.